# Movia
Trafikselskabet Movia, i daglig tale Movia, er et trafikselskab i Østdanmark, der står for al kollektiv trafik med busser i Region Hovedstaden (undtaget Bornholm) og Region Sjælland. Movia har desuden aktiemajoriteten i Lokaltog, der driver ni lokalbaner. Movia har ca. 200 mio. passagerer om året fordelt på ca. 450 buslinjer, lokalbanerne og Flextrafik-ordninger.
Movia blev etableret 1. januar 2007 som en fusion af Trafikdivisionen og de administrative funktioner i Hovedstadens Udviklingsråd samt Vestsjællands Trafikselskab og Storstrøms Trafikselskab i forbindelse med strukturreformen. Selskabet ejes af Region Hovedstaden, Region Sjælland og de 45 kommuner i dækningsområdet, der samtidig er bestillere af trafik med busser og lokalbaner. Selskabet har hovedsæde i Valby i København. Det beskæftiger ca. 450 medarbejdere, der blandt andet er beskæftiget med planlægning, køreplaner, administration og økonomi. Busdriften er udliciteret til forskellige private busoperatører, der beskæftiger ca. 4.500 buschauffører. Taksterne fastsættes i samarbejde med DSB og Metroselskabet.

## Afgrænsning og definitioner
Movia betjener Sjælland, Lolland og Falster med omliggende øer. Det vil i praksis sige det meste af Region Hovedstaden og hele Region Sjælland. Region Hovedstaden omfatter desuden Bornholm, men den betjenes af trafikselskabet BAT og er derfor ikke omtalt nærmere her.
Betegnelsen Hovedstadsområdet bruges her i artiklen om takstzonerne 1-99. Det svarer til Region Hovedstaden eksklusive Bornholm men inklusive det tidligere Roskilde Amt, der nu indgår i Region Sjælland. Fra 2013 omfatter det også Stevns.
Vestsjælland bruges om takstzonerne 101-199. Det svarer til det tidligere Vestsjællands Amt, der nu indgår i Region Sjælland.
Sydsjælland, Lolland og Falster bruges om takstzonerne 201-299. Det svarer til det tidligere Storstrøms Amt, der nu indgår i Region Sjælland. Betegnelsen omfatter også Møn, Bogø, Farø og Masnedø.

## Historie

### Forhistorie
Movia har sin baggrund i tre selskaber, der stod for busdriften i hver sit område. Hovedstadsområdets Trafikselskab (HT) begyndte driften som det første regionale trafikselskab i Danmark 1. oktober 1974. Det dækkede Københavns og Frederiksberg Kommuner samt Københavns, Frederiksborg og Roskilde Amter. Selskabet indgik i Hovedstadens Udviklingsråd (HUR) 1. juli 2000. De fortsatte dog med at bruge forkortelsen HT for trafikdivisionen indtil 25. maj 2003, hvor betegnelsen HUR Trafik blev indført. I Storstrøms Amt begyndte Storstrøms Trafikselskab (STS) driften 30. september 1979. I Vestsjællands Amt begyndte Vestsjællands Trafikselskab (VT) driften 1. august 1980.
HUR Trafik, STS og VT samarbejdede om grænseoverskridende linjer, men de havde hver deres takstsystemer og rejseregler, som chauffører og passagerer skulle holde styr på. I midten af 2000'erne fungerede alle tre som administrationsselskaber, idet busdriften var udliciteret til private entreprenører. HUR Trafik var det største af de tre med 914 driftsbusser, 269 linjer og 259 egne medarbejdere i 2006. VT havde 190 driftsbusser, 143 linjer og 25 medarbejdere, mens STS havde 179 driftsbusser, 175 linjer og 20 medarbejdere.
9. januar 2004 offentliggjorde Strukturkommissionen en betænkning, hvor der blev lagt op til ændringer af kommunernes og amternes størrelse og opgavefordeling. Det ville blandt meget berøre organiseringen af den kollektive trafik. Trafikministeriet lagde i den forbindelse op til, at der skulle laves et fælles trafikselskab for busser og privatbaner for hele Sjælland. Det brød man sig ikke om hos HUR, der hellere ville have et fælles trafikselskab for Hovedstadsområdet med ansvar for både busser, S-tog og metro. HUR henviste blandt andet til, at 40 % af S-togspassagerne skiftede til eller fra bus. Men hvis HUR ikke kunne få det, ønskede de en opdeling i to selvstændige selskaber, da forholdene for busserne var væsentlige anderledes i Hovedstadsområdet end på resten af Sjælland. De to selskaber kunne så til gengæld samarbejde om takster og markedsføring.
De politiske forhandlinger om kommunerne og amternes fremtid endte med Strukturreformen, der blev vedtaget af Folketinget 16. juni 2005 med virkning fra 1. januar 2007. Den medførte blandt andet, at Københavns og Frederiksborg Amter blev erstattet af Region Hovedstaden, der også overtog nogle af de amtskommunale opgaver fra Københavns og Frederiksberg Kommuner. Roskilde, Vestsjællands og Storstrøms Amter blev tilsvarende erstattet af Region Sjælland. HUR blev samtidig nedlagt og fik ikke noget ud af deres ønsker til den fremtidige organisering. For 16. juni 2005 vedtog Folketinget nemlig også Lov om trafikselskaber, der betød at de to regioner skulle dækkes af et fælles trafikselskab med undtagelse af Bornholm. I praksis betød det, at HUR Trafik blev fusioneret med Vestsjællands Trafikselskab (VT) og Storstrøms Trafikselskab (STS) til et trafikselskab 1. januar 2007.

### Organisering
Før fusionen gik det nye selskab under arbejdsnavnet Trafikselskab Sjælland. Det endte dog med at få det officielle navn Trafikselskabet Movia. Det blev i daglig tale til Movia, der er sammensat af de latinske ord moveo for bevægelser og via for vej. Logoet kom til at bestå af en figur sammensat af to modsatrettede pile og navnet movia (med små bogstaver). Movia overtog HUR's hovedkontor ved Toftegårds Plads i Valby i København i forbindelse med fusionen. VT's hovedkontor i Sorø og STS' i Nykøbing Falster blev til at begynde med områdekontorer, som der også kom tre af i Valby, Roskilde og Helsingør for at sikre forbindelsen til kommuner og entreprenører.
Movia var fra starten ejet af Region Hovedstaden, Region Sjælland og de 45 kommuner i dem, der enten overlevede eller opstod ved sammenlægninger i forbindelse med strukturreformen. Selskabets bestyrelse bestod af ni medlemmer, hvoraf regionerne valgte to hver. Københavns Kommune havde som den største kommunale bidragsyder ret til at vælge et medlem, og de øvrige 44 kommuner valgte så de sidste seks medlemmer gennem et repræsentantskab. Kommunerne ydede tilskud til deres lokale buslinjer. Ved linjer over kommunegrænserne skulle de berørte kommuner indgå aftaler, mens regionerne blev involveret ved de helt lange linjer. Den fordeling kunne dog godt give problemer, især i Hovedstadsområdet hvor der var mange grænseoverskridende linjer, men hvor de almindelige kommuner ikke havde betalt selv før. For hvis en af dem ønskede at spare, kunne det gå udover linjer, de ikke selv havde videre gavn af, så som linjer i transit og betjening af store arbejdspladser og uddannelsesinstitutioner med mange tilrejsende udefra.
Selve busdriften blev varetaget af entreprenører på de hidtidige kontrakter. I løbet af 2007 gik Movia imidlertid selv i gang med at udbyde kørsel, efterhånden som de gamle kontrakter udløb. I den forbindelse udbredte Movia et incitament fra HUR Trafik, hvor entreprenørerne kunne få bonus eller skulle betale bod, alt efter hvordan de opfyldt kontrakterne. Der var 17 entreprenører i oktober 2008, hvoraf den største var Arriva med 52,64 % og kørsel i hele Movias område. City-Trafik, der kørte i Hovedstadsområdet og Vestsjælland, havde 16,05 %. Af andre selskaber kan nævnes Netbus med 5,50 %, Concordia Bus Danmark (senere Nobina) med 4,04 %, De Hvide Busser med 4,02 %, Fjord-bus med 3,64 % og De Blaa Omnibusser med 3,45 %, der alle kørte i Hovedstadsområdet. DitoBus havde 5,30 % af totalen og var størst på Vestsjælland. I syd var det største lokale selskab Østtrafik med 1,93 % af totalen. Funchs Turisttrafik og Sven Enevoldsen var mindst af alle med 0,04 % hver. Der er senere sket nogle udskiftninger og forrykninger i takt med udbud og fusioner.
Strukturreformen og dannelsen af Movia kom også til at berøre privatbanerne (lokalbanerne) i området. HUR ejede sammen med amterne, de berørte kommuner og et antal private aktierne i Hovedstadens Lokalbaner (HL), der ejede infrastrukturen og togene på Frederiksværkbanen, Gribskovbanen, Hornbækbanen, Nærumbanen, Østbanen og Lille Nord. Desuden ejede HUR selv Lokalbanen, der stod for driften af de fem førstnævnte baner. Lille Nord blev drevet af DSB S-tog indtil 1. januar 2007, hvorefter Lokalbanen også overtog driften af den. Vestsjællands Amt havde aktiemajoriteten i Vestsjællands Lokalbaner, der omfattede Odsherredsbanen og Tølløsebanen. Storstrøms Amt havde aktiemajoriteten i Lollandsbanen.
Da Movia blev etableret 1. januar 2007, overtog det alle HUR's og amternes aktier i de nævnte selskaber. To år efter, 1. januar 2009, ændredes organisationen, så Region Hovedstaden og Region Sjælland fik hver sit selskab. HL fusionerede med Lokalbanen, der kom til at omfatte Frederiksværkbanen, Gribskovbanen, Hornbækbanen, Nærumbanen og Lille Nord. Odsherredsbanen, Tølløsebanen, Lollandsbanen og Østbanen blev samtidig samlet i Regionstog. Movia havde aktiemajoriteten i begge selskaber. Den nye inddeling holdt dog kun til 1. juli 2015, hvor Lokalbanen og Regionstog blev fusioneret til Lokaltog.
HL ejede desuden Østtrafik, der oprindeligt var et datterselskab til Østbanen. Det havde den følge, at Movia kom til at fungere som indirekte medejer af et selskab, de også havde som entreprenør. I marts 2009 blev Østtrafik imidlertid solgt til DitoBus, men økonomiske problemer førte til, at Østtrafik gik konkurs i maj 2010. Dermed forsvandt det sidste af de danske privatbaners bustrafik, efter at de andre havde solgt eller afgivet deres før Movias tid.

### Nye linjenumre
Den første tid efter Movia blev etableret, videreførte man de tre gamle selskabers systemer for linjenumre og produktkategorier. Men de havde hver deres måde at gøre tingene på.
HUR Trafik benyttede som udgangspunkt tocifrede linjenumre i Københavns, Frederiksberg, Tårnby og Dragør Kommuner, 1xx i resten af Københavns Amt, 2xx i Roskilde Amt og 3xx i Frederiksborg Amt. Bybusser havde dog numre fra 501 i Køge, 601 i Roskilde, 701 i Hillerød og 801 i Helsingør. I København fandtes desuden A-busser, der fungerede som grundstammen i busnettet med hyppig og direkte kørsel. De havde etcifrede numre med et A efter, for eksempel 2A. De hurtige S-busser benyttede x00S for linjer på tværs af S-banerne og x50S for linjer i områderne mellem dem. E-busser var ekspresbusser, der typisk kørte med få stop i myldretiderne. De havde linjenumre med et E efter. Pendulbusser, der forbandt stationer med erhvervs- og uddannelsesområder i myldretiderne, havde numre med 5xxP. De blev dog ændret til E-busser 11. januar 2009, da forskellen mellem dem alligevel ikke var så stor. Servicebusser, der betjente områder med mange ældre, og telebusser, der kørte på bestilling i yderområder, havde numre med 8xx. Natbusser benyttede numre med 8xN i København og 9xN for regionale linjer. Havnebusserne, der var skibe i Københavns Havn, havde linjenumre fra 901.
Vestsjællands Trafikselskab (VT) benyttede tocifrede linjenumre for de regionale linjer. På et par linjer kørte der desuden ekspresbusser, der var markeret med et E efter nummeret, for eksempel linje 13E (Nykøbing Sjælland - Holbæk - Slagelse) og 35E (Sorø - Slagelse - Korsør). Bybusserne var nummereret efter hvilke zoner, byerne lå i. For eksempel var Holbæk zone 10, som så gjorde at linjerne startede med 101 der. Tilsvarende begyndtes med linje 201 i Kalundborg, 301 i Slagelse, 401 i Ringsted, 500 i Korsør, 601 i Nykøbing Sjælland, 801 i Sorø og 900 i Skælskør. Skolebusser og andre lokale linjer havde trecifrede numre i forlængelse heraf i de omkringliggende områder, idet 7xx benyttedes i området omkring Jyderup. Dertil kom Hurtigbussen, der kørte fra Høje Taastrup st. til sommerhusområderne i Odsherred med linje 555 til Odden Færgehavn og linje 666 til Rørvig Havn.
STS benyttede også tocifrede linjenumre for de regionale linjer. Bybusserne i Nakskov, Maribo, Nykøbing Falster, Vordingborg og Næstved benyttede alle etcifrede numre. Skolebusser og andre lokale linjer benyttede generelt numre med 4xx på Lolland, 6xx på Falster og Møn samt 7xx på Sydsjælland. Natbusser, der kørte nætter efter julefrokoster i december, havde numre med 9xx. Et særligt indslag var derudover linje 800 mellem Nykøbing Falster og Odense, der blev drevet i samarbejde med FynBus, og som blev overført med færgen mellem Tårs og Spodsbjerg.
Ovenstående betød, at der var linjenumre, der gik igen på tværs af Movias område. Fra 13. december 2009 til 12. august 2012 gennemførtes imidlertid gradvist en reform, hvor en række linjer fik nye numre. I Københavns, Frederiksberg, Tårnby og Dragør Kommuner benyttedes fortsat tocifrede numre, i det tidligere Københavns Amt 1xx og i det tidligere Frederiksborg Amt 3xx. Det tidligere Roskilde Amt og Stevns fik 2xx. På Vestsjælland fik linjerne numre med 4xx sydpå omkring Ringsted og 5xx nordpå omkring Holbæk. På Sydsjælland og Møn blev det 6xx og på Lolland og Falster 7xx.
Bybusserne fik numre i begyndelsen af 100'erne i Køge, 200'erne i Roskilde, 300'erne i Hillerød, 400'erne i Ringsted og Sorø, 500'erne i Holbæk, 600'erne i Næstved, 700'erne i Nykøbing Falster, 800'erne i Helsingør og 900'erne i Slagelse, Korsør og Skælskør. Bybusser i andre byer fik numre i de generelle nummerserier. Havnebusserne fik numre fra 991. A-busserne i København og S-busserne beholdt til gengæld deres numre, og det samme gjorde Hurtigbussen. De tidligere pendulbusser skiftede numre alt efter hvilket område, de kørte i. Servicebusserne beholdt enten 8xx eller fik numre efter, hvor de kørte.
Movia havde desuden til at begynde med lokale linjer på et par øer, der kun havde forbindelse med det øvrige linjenet med færge. Linje 114 på Fejø blev imidlertid overtaget af Lolland Kommune i 2009 eller 2010 og gjort gratis. Det var i forvejen sket med linje 115 på Femø, der var blevet overtaget af den daværende Ravnsborg Kommune 1. juli 2003. Begge steder fungerer busbetjeningen nu som telebus udenfor Movias regi. Linje 548 på Sejerø blev indstillet med virkning fra 2014 men er ikke blevet erstattet på anden vis. På Sjælland etablerede Sporvejsmuseet Skjoldenæsholm en privat linje til Borup Station med museumsbusser til særtakst 28. maj 2011, efter at Movias linje 249 på samme strækning blev nedlagt 13. december 2011. Linje 800 mellem Nykøbing Falster og Odense blev indskrænket til at være en ren Movia-linje mellem Nykøbing Falster og Tårs 1. august 2010. Fra senere i 2010 og ind til udgangen af september 2023 kørte en privat fjernbuslinje i stedet mellem Nykøbing Falster og Odense.

### A-busser, R-Net og Cityline
13. december 2009 introduceredes R-Nettet, der til at begynde med omfattede fire regionale buslinjer på Vestsjælland. De skulle binde områderne sammen med kørsel på faste minuttal hver halve time i dagtimerne på hverdage og hver time om aftenen. R-Nettet blev efterfølgende udvidet med en række andre linjer rundt om på Sjælland, Lolland, Falster og Møn 12. december 2010, ligesom der også er sket udvidelser ved senere lejligheder. Desuden indgår de fleste af lokalbanerne i R-nettet. Alle buslinjer og lokalbaner i R-nettet har trecifrede numre med et R efter.
Sideløbende blev A-busserne udbredt til en række byer udenfor København, til dels i forbindelse med reformer af de lokale bybusnet. Den første by, der fik en A-buslinje på den måde, var Ringsted den 13. december 2009. Her medførte en udvidelse fra halvtimes drift til kvarterdrift i dagtimerne på hverdage sammen med forbedringer af fremkommeligheden og stoppestederne, at passagertallet næsten blev fordoblet. Efterfølgende blev der oprettet A-buslinjer i Køge og Næstved 12. december 2010 og i Roskilde, Holbæk og Helsingør 11. december 2011. Næstved Kommune valgte dog senere at reducere driften af deres linje 601A, med det resultat at den fik frataget sin A-busstatus 11. december 2016 og kom til at fortsætte som en almindelig buslinje med nummer 601.
I København etableredes CityCirkel som en ensrettet ringlinje i og omkring Middelalderbyen 12. juni 2009. Den blev betjent af små elbusser, der bedre kunne komme rundt i de smalle gader. Det kneb dog med passagererne, så 24. oktober 2010 blev den ændret til en mere traditionel punkt-til-punkt-linje og til A-bus som linje 11A. Det hjalp dog ikke på økonomien, så ved udgangen af 2014 blev linjen nedlagt. Københavns Kommune havde derudover fået oprettet otte servicebuslinjer i de enkelte bydele fra 29. oktober 2007 til 17. marts 2009. De blev imidlertid alle sammen nedlagt 23. oktober 2011, da passagertallene var for lave. Frederiksberg Kommune valgte til gengæld at erstatte sine to servicebuslinjer med fire lokale linjer, der blev markedsført som Frederiksbergbusser, 8. maj 2012.
I Hovedstadsområdet gjaldt generelt, at A-busser, S-busser, R-Net og mange almindelige linjer kørte fra morgen til midnat, mens der kørte natbusser på udvalgte strækninger om natten, i nogle tilfælde hele ugen og i andre tilfælde kun nogle få afgange natten efter fredag og lørdag. Fra 9. december 2012 begyndte linje 102A imidlertid også at køre natten efter fredag og lørdag i Køge, samtidig med at linje 97N blev afkortet til Køge st. 24. marts 2013 fandt der så en reform sted i København, hvorefter alle A-busser der med undtagelse af linje 11A begyndte at køre døgnet rundt. Til gengæld blev linje 80N, 82N, 83N, 84N og 85N nedlagt. Årsagen var blandt andet, at indførelsen af natdrift i metro og S-tog havde været med til at ændre rejsemønstrene. 30. januar 2017 fik linje 150S, 250S og 350S også kørsel døgnet rundt, mens natbusnettet reduceredes yderligere. Derudover har forskellige andre linjer fået udvidet kørslen, så de også betjenes helt eller delvist natten efter fredag og lørdag. Fra den 29. juni 2025 begynder linje 200S, 400S og 500S også at køre natten efter fredag og lørdag.
19. september 2014 indviedes Københavns første bus rapid transit, Den kvikke vej, med busbaner i gademidten og perronlignende stoppesteder på strækningen mellem Fredensbro og Lyngbyvej ved Haraldsgade. Den blev dog hovedsageligt betjent af de linjer og busser, der kørte der i forvejen. Efterfølgende blev det imidlertid besluttet at omdanne hele linje 5A, der med ca. 20 mio. passagerer om året var både Københavns og Nordens største buslinje. Det skulle ske efter +Way-konceptet, Movias tillempede udgave bus rapid transit, med udstrakt brug af busbaner og højklassede stoppesteder. Udadtil blev det nye koncept markedsført som CityLine, og som følge heraf blev linje 5A ændret til linje 5C. Indvielsen fandt sted 21. april 2017 med egentlig driftsstart 23. april 2017. Linje 5C og de resterende A-buslinjer i København fik samtidig fri ind- og udstigning ad alle døre.
E-busserne i Hovedstadsområdet var efterhånden blevet til et noget diffust begreb, hvor der udover hurtige linjer i myldretiderne også var myldretidslinjer med stop ved alle stoppesteder og linjer, der også kørte mellem myldretiderne. Movia valgte imidlertid at foretage en relancering af E-busserne som hurtige og direkte linjer med kørsel kun i myldretiderne eller dagtimerne på hverdage. Alle de linjer, der ikke passede ind i konceptet, mistede derfor deres E 13. december 2015. De to resterende linjer indgik derefter sammen med tre nye i den egentlige relancering 29. marts 2016. E-buslinjerne fik samtidig numre med x0E og x5E. Nogle af dem kom til at supplere S-buslinjer og fik passende linjenumre, for eksempel 40E som supplement til linje 400S.

### Førerløse busser og Nyt Bynet
I 2018 begyndte Movia forsøg med små førerløse busser i samarbejde med Region Sjælland, Region Hovedstaden og Metroselskabet. Tanken var at førerløse busser kunne give mere mobilitet, da de var fleksible og kunne køre hele døgnet. Busserne styredes ved hjælp af sensorer og software, der registrerede placering og omgivelser, så de om nødvendigt kunne bremse eller standse. Under forsøgene var der dog en medarbejder med. Det første forsøg fandt sted indendørs i vandrehallen på Sjællands Universitetshospital, Køge fra 28. maj til 24. august 2018. Her kørte en bus med lav hastighed mellem fire stoppesteder i den ca. 375 m lange gang. Det andet forsøg foregik fra 15. september 2021 til juni 2022 på Slagelse Sygehus, hvor der kørtes ad offentlig vej mellem forskellige afdelinger. Der kørtes hovedsageligt efter behov, idet bussen blev bestilt via skærme ved de seks stoppesteder.
Hurtigbussen, linje 555 og 666 fra Høje Taastrup st. til Odsherred, kørte sidste gang i sommersæsonen 12. april til 12. august 2019 og blev derefter nedlagt.
29. september 2019 blev Københavns metro udvidet med Cityringen under de centrale bydele. Den kom til at følge nogle buslinjers ruter på delstrækninger og støde på mange andre undervejs. Movia havde derfor forberedt ændringer af store dele af det københavnske busnet i forbindelse med udarbejdelsen af Trafikplan 2016, der blev godkendt af Movias bestyrelse den 23. februar 2017. Planen blev efterfølgende præsenteret for offentligheden som Nyt Bynet i januar 2018. I tiden op til metroens åbning skete der nogle justeringer, idet den egentlige gennemførsel af Nyt Bynet dog først fandt sted to uger efter, 13. oktober 2019.
Nyt Bynet medførte blandt andet, at nogle strækninger mistede deres buskørsel, især i Indre By hvor Cityringen og den eksisterende metro kørte. Andre strækninger fik reduceret driften og blev bundet sammen på nye måder. Derudover blev der nedlagt nogle linjer, mens andre blev oprettet. A-busnettet blev udvidet til nogle steder, der vurderedes at have et stort potentiale så som Høje Gladsaxe og Sydhavnen. Til gengæld overgik nogle yderstrækninger med lav frekvens på Amager og til Klampenborg st. til almindelige buslinjer. For S-bussernes vedkommende blev linje 350S reduceret og afkortet men blev til dels erstattet af en kraftigt omlagt linje 250S. De almindelige linjer blev også berørt mange steder.
De mange ændringer gav imidlertid anledning til en del klager, blandt andet fordi der også skete ændringer steder, hvor der ikke var kommet metro. Desuden var en del utilfredse med at have mistet deres direkte forbindelser til Indre By. Movia svarede imidlertid, at det ville koste mange passagerer og penge, hvis busserne skulle køre samme sted som metroen. Desuden gav omlægningerne nye forbindelser. I juni 2021 blev der dog etableret en ny linje 11 som forbindelse mellem Rådhuspladsen og Hvidovre Hospital til erstatning for linje 1A, der var blevet omlagt med Nyt Bynet.

## Produkter
Movia opererer med en række forskellige typer af linjer, hvor linjeføring, hyppighed, standsningsmønstre og bussernes størrelse og indretning varierer efter passagerernes behov. Busserne er som standard gule, men nogle produktkategorier benytter særlige farver, især på hjørnerne. På busser i almindelig rutedrift stiges ind ad fordøren og ud af midter- og bagdøre. Undtagen er linje 5C og A-busserne i København, hvor der er fri ind- og udstigning ad alle døre. Stoppestederne er for det meste forsynet med standere i vejsiden med oplysninger om, hvor ofte busserne kører på de linjer, der betjener det. Standerne kan desuden være forsynet med skilte for de enkelte linjer øverst. Derudover kan der være læskærme med bænke. Nogle steder er standerne indbygget i læskærmene.

### Gul bus
De gule busser er de almindelige buslinjer, der kører overalt i Movias område, og som stopper ved alle stoppesteder undervejs. Linjerne supplerer A-, R- og S-buslinjerne, men derudover findes de i mange forskellige varianter. Nogle fungerer som bybusser i København og andre større byer, hvor de typisk kører flere gange i timen. Andre er regionale linjer, der forbinder forskellige byer, typisk en gang i timen. Derudover er der linjer, der fungerer som skolebusser, men hvor alle kan køre med. Endelig er der linjer, der varetager forskellige lokale behov. Bussernes indretning varierer tilsvarende, alt efter om de kører i byer med stor passagerudveksling eller i landområder, hvor længere rejselængder kræver højere komfort. Ved stoppestederne er de almindelige linjer angivet med gul farve. Nogle steder der desuden læskærme og elektronisk nedtælling til næste bus.

### A-bus
A-busser er linjer, der kører ofte i flere byer. De fungerer som grundstammen i bybusnettene med så direkte kørsel som muligt ad hovedfærdselsårene og med stop ved alle stoppesteder undervejs. Linjerne har et A efter linjenummeret, for eksempel 2A og 401A. Busserne kan kendes på, at forreste højre hjørne og bagerste venstre hjørne set i køreretningen er røde. Busserne har skærme med visning af næste stoppested og linjefriser med visning af alle stoppesteder og skiftemuligheder. Desuden er de indrettet med henblik på, at mange passagerer rejser kort og har brug for at kunne komme hurtigt ind og ud. Ved stoppestederne er A-busserne markeret med rød farve på standerne. Desuden er der elektronisk nedtælling til næste bus, og mange steder er der læskærme.
I København er der et net af A-buslinjer, der kører minimum seks gange i timen i dag- og aftentimerne men typisk oftere i dagtimerne på hverdage. Desuden køres der en-to gange i timen om natten. Køge og Roskilde har to A-buslinjer hver og Ringsted, Næstved, Helsingør og Holbæk en hver. De kører typisk hvert kvarter i dagtimerne på hverdage og hver halve time om aftenen og i weekenden.

### Cityline
Cityline er en tillempet udgave af konceptet bus rapid transit med udstrakt brug af busbaner og højklassede stoppesteder. Konceptet omfatter foreløbig kun linje 5C i København. Her er busserne turkise med gule hjørner. De er indrettet med forholdsvis mange ståpladser og døre med henblik på hurtig udveksling af passagerer. Ved stoppestederne er Cityline markeret med turkis farve på standerne. Stoppestederne har typisk læskærme og automatisk nedtælling til næste bus. Nogle stoppesteder er desuden særligt store og minder om perroner.

### E-bus
E-busser er ekspresbusser, hovedsageligt i Hovedstadsområdet. De kører direkte med få stop undervejs i myldretiderne eller dagtimerne på hverdage. De benyttes især af pendlere og forbinder boliger med arbejdspladser og uddannelsesinstitutioner. Nogle af dem supplerer desuden S-buslinjer men med færre stop og uden tidskrævende betjening af visse stationer. Linjerne har et E efter linjenummeret, for eksempel 15E og 40E. Busserne kan kendes på, at forreste højre hjørne og bagerste venstre hjørne set i køreretningen er mørkegrønne. Busserne har skærme med visning af næste stoppested. Indretningen præges dels af komfort af hensyn til længere rejselængde og dels af hensyn til stor passagerudveksling ved visse stoppesteder. Ved stoppestederne er E-busserne markeret med mørkegrøn farve på standerne. Desuden er der læskærme med trafikformation.

### Natbus
Natbusser kører om natten fra ca. 00.30 til 05.00 i Hovedstadsområdet, hvor de supplerer de A- og S-busser, der også kører om natten. Nogle natbuslinjer kører hver nat mellem Rådhuspladsen i København og omkringliggende byer. Andre betjener forskellige yderområder nat efter fredag og lørdag. Linjerne har et N efter linjenummeret, for eksempel 93N og 98N. Ved stoppestederne er de markeret med grå farve på standerne.

### R-Net
R-Nettet eller R-busser er regionale linjer, der kører udenfor København. Der køres så direkte som muligt på faste minuttal men med stop ved alle stoppesteder undervejs. I dagtimerne på hverdage køres hver halve time og om aftenen og i weekenden hver time. Linjerne ender ofte ved stationer, hvor der er korrespondance med tog. Linjerne har et R efter linjenummeret, for eksempel 230R og 660R. Ved stoppestederne er de markeret med blå farver på standerne, ligesom busserne på nogle linjer også har blå hjørner. Desuden er der elektronisk nedtælling til næste bus ved stoppestederne, og mange steder er der læskærme. I busserne lægges der vægt på komfort, da den gennemsnitlige rejselængde på ca. 8 km er længere end for de fleste andre linjer.
De fleste af Lokaltogs baner indgår også i R-nettet.

### S-bus
S-busser er hurtige linjer i Hovedstadsområdet, der kører så direkte som muligt. De stopper som regel kun ved vigtigere stoppesteder, for eksempel ved stationer og tværgående linjer. Der køres hyppigt, typisk hver 10. minut i myldretiderne og hvert 20. minut imellem, om aftenen og i weekenderne. Nogle linjer kører dog oftere i dagtimerne på hverdage, og nogle kører også om natten. Nogle S-buslinjer kører på tværs af S-togsnettet, mens andre kører i områderne mellem S-banerne. Linjerne har et S efter linjenummeret, for eksempel 150S og 300S. Busserne kan kendes på, at forreste højre hjørne og bagerste venstre hjørne set i køreretningen er blå. Busserne har skærme med visning af næste stoppested og linjefriser med visning af alle stoppesteder og skiftemuligheder. Indretningen varierer efter, om de kører i København, hvor der er stor passagerudveksling, eller på de tværgående linjer, hvor de længere ture der kræver højere komfort. Ved stoppestederne er S-busserne markeret med blå farve på standerne. Desuden er der elektronisk nedtælling til næste bus, og mange steder er der læskærme.

### Servicebus
Servicebusser kører på linjer i visse kommuner. De kører typisk ad kringlede ruter, hvor de forbinder ældreboliger, plejehjem og lignende med genoptræningscentre, indkøbscentre, biblioteker mv. De er især beregnet til ældre, men alle kan køre med. Der køres primært på hverdage mellem myldretiderne, men kørsel i weekenderne forekommer også på nogle linjer. Ved stoppestederne er servicebusserne markeret med lysegrøn farve på standerne. Der kan dog også være vinkestrækninger undervejs, hvor busserne stopper ved kantstenen, hvor passagererne har behov for det.

### Flextrafik
Flextrafik eller flextur er behovsstyret trafik i de kommuner, der har valgt at tilbyde det. Det supplerer de egentlige buslinjer og giver dækning på steder og tidspunkter, hvor der ikke er basis for almindelig rutekørsel. I stedet bestiller passagerne kørslen via telefon eller over internettet. Der kan bestilles fra 14 dage før til to timer før den ønskede kørsel. Men da der kan betjenes flere passagerer på samme tur, må de være indstillet på omvejskørsler afhængig af hinandens behov. Kørslen betales efter et særskilt takstsystem. Ved visse stationer, hospitaler, indkøbscentre mv. har flextrafik egne stoppesteder, men ellers stoppes der ved kantstenen, hvor passagererne har behov for det. Der benyttes typisk minibusser, der er markeret med Flextrafik-streamers. De faste vogne har lift, så de kan benyttes af handicappede. Efter behov kan der desuden indsættes taxier.

### Havnebus
Havnebusserne er skibe, der sejler i Københavns Havn. Der sejles på langs gennem havnen mellem Refshaleøen og Teglholmen, idet der lægges an ved særlige anlægsbroer forskellige steder undervejs. Når der er forestillinger i Operaen på Holmen, sejles der desuden i penduldrift mellem Nyhavn og Operaen før og efter.

## Busser
HUR Trafik, VT og STS havde forskellige bustyper og krav til dem. HUR Trafik benyttede bybusser med to fordøre, to midterdøre og en-to bagdøre samt lavt gulv ved minimum for- og midterdørene. Størstedelen af dem var enetages 12 eller 13,7 m lange dieselbusser. En fjerdedel udgjordes dog af ca. 250 gasbusser, men de sidste af dem udgik 20. december 2009. Derudover kørte der et mindre antal ledbusser i Københavnsområdet frem til 14. marts 2008, hvor de forsvandt fra linje 300S som den sidste. Desuden kørte der et mindre antal dobbeltdækkerbusser indtil 21. oktober 2012. De var især kendt fra linje 250S.
VT stillede krav om bybusser på egentlige bybuslinjer. På de øvrige linjer skulle der køre handicapegnede landevejsbusser. De skulle som minimum have en fordør og en midter- eller bagdør, og der skulle være en midter- eller bagdør uden trin. STS krævede også bybusser på egentlige bybuslinjer. På de øvrige linjer krævedes der landevejsbusser. De havde en fordør og midterdør og kunne have højt gulv med trapper ved ind- og udstigning. Fra 2009 blev der dog stillet krav om, at nye landevejsbusser skulle være handicapegnede, for eksempel ved at have en lav bagperron.
I februar 2009 kørte der ca. 1.520 busser for Movia. 51,4 % havde chassis fra Volvo med ca. 250 Volvo B12BLE, ca. 190 Volvo B10BLE og ca. 156 Volvo B10M-chassiser som de mest udbredte. De påbyggede karrosserier kom blandt andet fra Säffle, Carrus og Aabenraa. 14,3 % af busserne havde chassis fra Scania og med karrosserier fra både dem selv, Slupsk, Katrineholm og Baltcoach. DAB stod for 14,1 % totalbyggede busser. Det omfattede 180 serie 15 lavgulvsbusser fordelt på mk. II, mk. III og gasbusser. VDL stod for 12,9 %, herunder 146 VDL Jonckheere Transit. Andre havde karrosseri fra Berkhof. Mercedes-Benz havde leveret 5,0 %, hvoraf knap halvdelen var minibusser. De sidste 2,4 % kom fra andre fabrikanter. Busserne var i gennemsnit 6½ år gamle gamle. Knap 56 % af busserne var fra 2003 eller senere, mens knap 11 % var over de 12 år, en bus typisk regnedes med at køre.
På nogle linjer kom der efterhånden til at køre større eller mindre busser, for eksempel 10 m lange busser. På CityCirkel, der begyndte at køre i Middelalderbyen i København 12. juni 2009, blev der indsat små batteridrevne busser af typen Urban 40 Elettrico. I 2010 overgik de til CityCirkels afløser linje 11A, hvor de kørte indtil linjens ophør ved udgangen af 2014. På linje 150S m.fl. ad Helsingørmotorvejen kom der til gengæld til at køre 14,7 m lange busser fra 1. april 2012. Fra 14. december 2014 begyndte der at køre minibusser på linjer med lave passagertal i Hovedstadsområdet. Ledbusserne vendte tilbage ved etableringen af linje 5C i København 23. april 2017, hvor der blev indsat 18,75 m lange MAN Lion’s City GL CNG.
Fra november 2013 til december 2015 var der forsøg med et par batteridrevne busser i fuld størrelse i København. Fra 29. august 2016 til udgangen af januar 2019 kørte der to elbusser med opladning ved endestationerne som forsøg på linje 3A. I Roskilde forsøgtes der også med et par elbusser i 2016-2017. I de efterfølgende år kom der så eldrevne busser i fast drift stadig flere steder. Fra 14. april 2019 blev der således indsat elbusser med opladning i garagen på A-buslinjerne og alle andre bybuslinjer i Roskilde. Linje 2A i København fik elektriske ledbusser med opladning ved endestationerne 8. december 2019. Andre københavnske linjer fik elbusser med opladning i garagerne i 2019 og 2021, hvor de også fandt vej til Nykøbing Falster. Næstved, Slagelse og flere københavnske linjer fulgte efter i 2022. Ved udgangen af 2022 var en fjerdedel af Movias busser elbusser.
I eftersommeren 2022 kørte den sidste danskbyggede bus på kontrakt for Movia, 18 år efter at Aabenraa Karrosseri var lukket som den sidste danske producent af busser. Højgulvsbusser er også på vej ud, idet der kun er 19 tilbage, der benyttes på mindre linjer på skoledage i Vestsjælland.

### Design
HUR Trafik, VT og STS havde også hver deres design på busserne. Hos HUR Trafik var busserne som standard helt gule i nuancen RAL 1028 melongul, populært kaldet HT-gul. Undtagen var A-busserne, hvor forreste højre og bagerste venstre hjørne set i køreretningen var røde, og S-busserne, hvor de samme hjørner var blå. VT's busser var hvide med undtagelse af forreste højre og bagerste venstre hjørne, der var orange. Hos STS var bybusserne blå og gule, mens landevejsbusserne var blå og lysegrønne. I begge tilfælde var farvene adskilt på skrå på både sider og ender af busserne.
Ved fusionen var der et ønske om at få et fælles design for hele Movia, så busserne kunne bruges på tværs af garageanlæg og de gamle amtsgrænser. Men hvis der valgtes en helt ny farve, ville det koste ca. 75 mio. kr. at male busserne om. I stedet besluttede Movias bestyrelse 5. juni 2007 at gøre den HT-gule farve til standard for hele Movia. Det skyldtes dels, at den var trafiksikker, og dels at ca. 1.000 ud af selskabets 1.500 busser allerede havde den farve. Busserne fra VT og STS skiftede dog først farver, efterhånden som nye udbud trådte i kraft frem til 2014. A- og S-busserne beholdt også deres røde henholdsvis blå hjørner. Fra 14. december 2014 blev der desuden indført blå hjørner på nogle af linjerne på R-Nettet. I forbindelse med en relancering af E-busserne 29. marts 2016 fik de tilsvarende mørkegrønne hjørner. Da linje 5C blev etableret 23. april 2017, blev busserne på den til gengæld turkise med gule hjørner som en del af det nye Cityline-koncept.
19. september 2022 vedtog Movias bestyrelse at afvikle kravene om farvemarkeringer på A-, C-, E-, R- og S-busserne i forbindelse med kommende udbud. Det vil gøre nemmere for entreprenørerne, når en given bus kan bruges på flere linjer. Samtidig vil de så også fremstå mere ensartede overfor passagererne, der alligevel har vist sig kun at have begrænset kendskab til farverne og deres betydninger.

### Bevaring
Sporvejsmuseet Skjoldenæsholm har bevaret et udvalg af de busser, der har kørt for Movias entreprenører. De besøgende kan blandt andet opleve lavgulvsbussen Partner Bus 8431, en Volvo/Aabenraa fra 1994, der er ført tilbage til sit udseende under HT. En gasbus fra DAB, Combus 5202 fra 1998, fremstår også med HT-logo.. En 13,7 m-bus fra Volvo/Aabenraa, Arriva 1425 fra 2001, fremstår som da den begyndte at køre på linje 5A i 2002. En dobbeltdækkerbus fra Volvo, City Trafik 2806 fra 2001, står til gengæld, som da den stoppede med at køre på linje 250S i 2012. En af de små batteridrevne busser fra linje 11A indgår også i samlingen.

## Takster

### Tre takstsystemer
HUR Trafik, VT og STS havde hver deres takstsystemer for busser og tog, som Movia videreførte de første år. I alle tre tilfælde byggede de på en inddeling af trafikselskabernes områder i et antal takstzoner med hver deres nummer. Rabatter for børn og kontrolafgifter for passagerer uden gyldig billet eller kort var også standard. På buslinjer der krydsede grænserne mellem de tre områder var der særlige regler. Det havde blandt andet lokal betydning i Næstved, Faxe og Stevns Kommuner, der opstod på tværs af de gamle amts- og selskabsgrænser ved Strukturreformen. På DSB's tog benyttedes deres landsdækkende takstsystem ved rejser mellem områderne men med mulighed for fri omstigning til bus og tog lokalt, hvor rejsen startede og sluttede.
HUR Trafiks område var inddelt i 95 takstzoner. Grundbilletten, også kaldet 2-zoners billet, gjaldt i den zone man startede i og alle nabozonerne. Tilkøbsbilletter supplerede med yderligere zoneringe fra 3 til 6 eller alle zoner svarende til hele Hovedstadsområdet. Der var fri omstigning indenfor gyldighedstiden, der varierede efter antallet af zoner. Der solgtes desuden klippekort i form af kartonkort, der gjaldt som ti billetter, og som stempledes i særlige automater ved rejsens begyndelse. Ekstra klip udvidede gyldigheden. Abonnementskort, også kaldet periodekort, var personlige kort, der solgtes for to til seks sammenhængende zoner eller alle zoner. De gjaldt til et ubegrænset antal rejser i fra 30 til 365 dage. Pensionistkort, populært kaldet mimrekort, solgtes for tre eller alle zoner og gjaldt i tre måneder. De kunne dog ikke bruges i myldretiderne i Storkøbenhavn og DSB's tog i hele Hovedstadsområdet. Derudover var der efterlønskort for folk på efterløn samt SU-kort og uddannelseskort for studerende. Dertil kom en række særlige billetter og kort så som 24-timers billetter, turistkortet CPH Card, børnehavekort og skoleklassekort til grupper, skolekort til enkelte elever og blindekort.
VT's område var inddelt i 55 takstzoner. Billetter solgtes for en til syv eller alle zoner med gyldighed varierende efter antallet af zoner. Klippekort solgtes kun til to zoner, men ekstra klip udvidede gyldigheden. Månedskort solgtes for en til syv eller alle zoner. Pensionistkort solgtes for tre eller alle zoner og gjaldt i tre måneder. Desuden solgtes der efterlønskort, SU-kort, årskort til blinde og månedskort til hunde. Derudover var der særlige takster for kørsel med Hurtigbussen, medbringning af rejsegods og transport af gods op til 20 kg.
STS' område var inddelt i 30 takstzoner, der i de fleste tilfælde svarede til en af kommunerne i Storstrøms Amt. Billetter solgtes for en til seks eller alle zoner. Der var fri omstigning i gyldighedsområdet i tidsrum varierende efter antallet af zoner. Der var ikke klippekort men derimod upersonlige værdikort med rabat varierende efter mængden af kørte ture. Personlige periodekort solgtes for en til seks eller alle zoner og med gyldighed fra 14 dage og opefter. Desuden var der skolekort til folkeskoleelever og årskort til blinde. Derudover var der særlige takster for cykler, omfangsrig bagage og transport af gods op til 20 kg.
23. januar 2009 indførtes salg af kontantbilletter pr. sms i Hovedstadsområdet. Det blev populært, så ved årets udgang blev hver fjerde kontantbillet solgt på den måde. En undersøgelse viste desuden, at ca. 20 % af sms-billetterne blev købt af folk, der før ville have snydt, mens andre ca. 20 % af folk, der slet ikke ville have benyttet kollektiv trafik. Begge dele til trods for, at sms-billetter blev solgt uden rabat. Men der opstod også et voksende problem med folk, der snød med sms-billetterne, for eksempel ved at rette gyldigheden eller videresende dem. Kontrollørerne kunne dog tjekke sms-billetternes koder og hvad der var betalt for. Og da de gjaldt som juridiske dokumenter ligesom fysiske billetter, kunne snyderne risikere sager om dokumentfalsk. Sms-billetterne blev udbredt til resten af Movias område 1. december 2010.
I marts 2011 blev der indført mobilklippekort i Hovedstadsområdet. De blev solgt med 20 klip, der kunne bruges til det antal zoner, passagererne havde brug for. Klippene gjaldt til at begynde med i seks måneder, men i januar 2016 blev det forlænget til 12 måneder.

### Rejsekortet
En ting, der kom til at få meget opmærksomhed i Movias første år, var indførelsen af det elektroniske plastikkort Rejsekortet. Det var tænkt som en moderne og fleksibelt system, der skulle erstatte klippekort og periodekort. Det skulle kunne bruges uanset hvor og hvor langt der rejstes, systemet skulle selv sørge for beregning af prisen, og der skulle være en automatisk betalingsaftale tilknyttet. For trafikselskaberne ville det give data til brug for planlægning, markedsføring og fordeling af indtægter. Selve rejsekortene kunne være personlige eller anonyme. De skulle tjekkes ind ved en kortlæser ved rejsens start i bussen eller på stationen, ved omstigning og endelig tjekkes ud ved rejsens slut. Takstsystemet kunne være med zoner som hidtil eller punkt-til-punkt.
Arbejdet med Rejsekortet blev påbegyndt af HT, DSB og Ørestadsselskabet i slutningen af 1995. I 2000 blev projektet udvidet fra Hovedstadsområdet til hele landet. Efterfølgende blev der etableret et særligt selskab, Rejsekort A/S, til at stå for det. Det var ejet af HT's arvtager HUR, DSB, Ørestadsselskabet, VT, STS og nogle af de andre regionale trafikselskaber. Systemet til rejsekortet kom i udbud i 2002 med forventet ibrugtagning i Hovedstadsområdet i 2005 og efterhånden i resten af landet frem til 2007/2008. Projektet blev imidlertid ramt af gentagne forsinkelser. Først 13. december 2007 kunne man gå i gang med et pilotprojekt, hvor 48 personer begyndte at teste det på stationerne fra Roskilde til Tølløse. Årsagen til forsinkelserne var, at leverandøren East-West havde undervurderet de komplekse beregninger af priser med mange lokale takstsystemer og rabatordninger. Desuden var kravene blevet opdateret siden udbuddet i 2002.
Pilotprojektet blev efterfølgende udvidet til strækningen fra Taastrup til Holbæk samt 22 buslinjer omkring Roskilde og Holbæk. 1. februar 2009 blev rejsekortet så sat i rigtig drift med betalende passagerer i det område. Belært af erfaringer fra udlandet skete udvidelsen til andre områder gradvist. I begyndelsen af februar 2010 indførtes det på Sydsjælland, Lolland og Falster, 21. marts i det nordvestlige Sjælland og i august i resten af Vestsjælland. Udrulningen af rejsekortet var dog fortsat præget af store forsinkelser og budgetoverskridelser. Men på trods af hård politisk kritik og trusler om at stoppe det, fik det lov at fortsætte.
1. april 2011 ophørte salget af klippekort på Vestsjælland, men kort købt før den dato kunne dog stadig bruges frem til 1. oktober 2011. For passagererne betød det, at de ikke længere skulle betale for ti ture ad gangen for at få rabat, men at de stedet fik rabatten automatisk, alt efter hvor og hvornår de kørte. 24. oktober 2011 udgik værdi- og periodekortene på Sydsjælland, Lolland og Falster til fordel for rejsekortet. Samtidig ændredes inddelingen i takstzoner, så der fremover var 54 af dem i det område.
I Hovedstadsområdet blev rejsekortet indført på enkelte buslinjer og stationer 15. august 2011, 28. november 2011 på alle jernbane- og metrostationer og 1. februar 2012 på busserne i den sydlige og vestlige del. 1. maj 2012 fulgte busserne i det centrale København og 1. juli 2012 resten af Nordsjælland, hvorefter hele Movias område var dækket. 20. januar 2013 medførte en politisk aftale i Folketinget, at det blev 20 % billigere at benytte rejsekort udenfor myldretiderne. Håbet var at nogle passagerer så ville rejse på tider, hvor der var bedre plads. Samme dag blev to takstzoner desuden overført fra Sydsjælland til Hovedstadsområdet, så hele Stevns Kommune kom til at høre til der.
Det var meningen, at salget af klippekort i Hovedstadsområdet skulle indstilles 1. juli 2013. Det gav imidlertid anledning til stor uro i pressen, hvor der blandt andet blev fokuseret på driftsstabiliteten i rejsekortets system, at man ikke kendte rejsens pris på forhånd, og der var nogle trafikselskaber, hvor det endnu ikke kunne bruges. Dertil kom at der var forsinkelser på indmeldingerne fra rejsekortlæserne til rejsekortets selvbetjening, men det var ligesom mange af de andre problemer noget, der faktisk havde været kendt længe. Nu medførte uroen imidlertid, at udfasningen af klippekortene blev udskudt. Efter nogle IT-problemer og opgraderinger af systemet endte det dog med, at rejsekortet erstattede klippekortene. De blev solgt sidste gang 8. februar 2015 og kunne bruges sidste gang 30. juni 2015, hvorefter ubrugte kort kunne refunderes indtil 8. februar 2018. Det benyttede over 95.000 passagerer til at få tilbagebetalt over 55 mio. kr. Den første tid kunne man desuden donere sine ubrugte klippekort til Børnehjælpsdagen. Det resulterede i en check på 867.087 kr. i januar 2016.
Som nævnt skulle passagererne tjekke ud med rejsekortet, når de sluttede en tur, i modsætning til klippekort og andre billettyper. Men det kunne give problemer, hvis de glemte det, eller rejsekortudstyret i en bus var defekt. Her blev der dog indført en løsning med appen Check Udvej 8. juni 2016. Den gjorde det muligt at foretage manglende udtjek på en mobiltelefon. Den kunne dog højst bruges 12 gange om året for at forebygge misbrug.

### Takst Sjælland
I august 2015 offentliggjorde Rigsrevisionen en beretning om forenkling af taksterne i den kollektive trafik, hvor man kritiserede ting som ulogiske priser og pludselige prishop. Det skyldtes, at der stadig ikke var sket en harmonisering af taksterne i Movias område, hvor man fortsat opererede med de tre gamle takstsystemer og DSB's for grænseoverskridende rejser. I efteråret 2015 fik Movia imidlertid til opgave at lede arbejdet med en harmonisering, og sammen med DSB, Metroselskabet (Ørestadsselskabets arvtager) og myndighederne kom man frem til en reform. Den ville omfatte 80 % af rejserne, idet unge og pensionister blev undtaget i første omgang. Det skønnedes at 97 % af rejserne stort set ikke ville blive berørt, mens der ville blive prisstigninger på over 5 % på 3 % af rejserne.
Reformen blev gennemført 15. januar 2017, ti år efter etableringen af Movia. Takst Sjælland, som det blev kaldt, betød, at der nu kun var et i stedet for fire takstsystemer i Movias område. Det nye system byggede på, at rejsekort altid var billigere end billetter, men at periodekort stadig kunne betale sig ved mere end 13 tur/retur-rejser om måneden på samme strækning. Til gengæld forsvandt alle zoner-reglerne for almindelige passagerer i Hovedstadsområdet og på Vestsjælland, så de fremover skulle betale for rejsens længde. Årsagen var at det ville blive for dyrt med alle zoner-kort til hele Movias område. På Sydsjælland, Lolland og Falster blev antallet af takstzoner udvidet fra 52 til 63, så de fik samme størrelse som på Vestsjælland.
I forbindelse med indførelsen af Takst Sjælland indførtes desuden Rejsekort Pendlerkort som alternativ til de traditionelle periodekort med papkort i plastikomslag. I modsætning til de almindelige rejsekort skulle de ikke tjekkes ind og ud men dog vises til chaufføren, når man steg på en bus. I første omgang blev de indført til lokal brug i Hovedstadsområdet og på Vestsjælland i oktober 2016. Sydsjælland, Lolland og Falster måtte vente, til takstzonerne blev ændret der 15. januar 2017. Til gengæld forsvandt den mængderabat, man havde fået på rejsekortet efter den tidligere afskaffelse af periodekort i dette område. I de to andre områder betød bortfaldet af alle zoner-reglerne, at almindelige passagerer med periodekort til det fremover måtte købe pendlerkort til rejser mellem to bestemte destinationer. Pensionister kunne stadig købe periodekort til tre eller alle zoner i henholdsvis Hovedstadsområdet eller Vestsjælland. Og med Takst Sjælland blev det også indført på Sydsjælland, Lolland og Falster, idet en 50 % rabat på rejsekort for pensionister i det område til gengæld bortfaldt.
1. juni 2017 indførtes rejsekort-varianten Pendler kombi, der både fungerede som pendlerkort for rejser mellem to destinationer til fast pris og kunne bruge som et almindeligt rejsekort til anden brug. 20. januar 2019 ophørte salget af periodekort som papkort for almindelige passagerer, som i stedet måtte bruge en af rejsekort-varianterne. Pensionistkort solgtes dog stadig som papkort. Mobilklippekortet forsvandt samme dag for at forenkle, og fordi rejsekortet alligevel var billigere for passagererne. I forbindelse med åbningen af metrostrækningen Cityringen 29. september 2019 blev der indført et tillæg ved kørsel på rejsekort med både den og den eksisterende metro som en del af finansieringen af den nye strækning.
I januar 2020 annoncerede Movia, at de hidtidige periodekort for pensionister skulle erstattes af rabat på rejsekort. Det blev begrundet med, at man var pålagt at harmonisere taksterne. Desuden fik pensionisterne kun rabat med periodekort, hvilket 17 % havde i Hovedstadsområdet men kun 3 % på Vestsjælland og 1 % på Sydsjælland, Lolland og Falster. Pensionister, der ikke rejste nok til, at periodekort kunne betale sig, fik ingen rabat. Med rejsekortet ville alle imidlertid få 40 % rabat på rejser i myldretiderne og 60 % udenfor, idet begrænsningerne i myldretiderne samtidig bortfaldt. Tiltaget gav imidlertid anledning til kritik fra flere sider, fordi dem, der brugte deres periodekort meget, ville ende med at skulle betale væsentligt mere ved brug af rejsekort. Movia valgte derfor hurtigt at udskyde tiltaget for at finde en anden løsning.
Løsningen kom ved en reform i forbindelse med den årlige regulering af taksterne 17. januar 2021. Periodekortet overlevede, så pensionister fortsat kunne køre ubegrænset i enten tre sammenhængende zoner eller i alle zoner i et de tre gamle takstområder. Desuden indførtes et overlappende takstområde med 70 zoner på Midtsjælland og en mulighed for at købe periodekort til to eller alle takstområder. Harmoniseringen af taksterne ved samme lejlighed medførte dog nogle markante prisstigninger for en del passagerer. På rejsekortet indførtes der til gengæld 25 % rabat i myldretiderne og 45 % udenfor. De kunne så også bruges i morgenmyldretiden, hvor periodekortene ikke gjaldt for pensionister i nogen af transportmidlerne. Indtil 1. november 2021 kunne de heller ikke bruges i DSB's tog i eftermiddagsmyldretiden.

### Det nuværende takstsystem
Movias nuværende takstsystem (2024) bygger på en inddeling af selskabets område i 211 takstzoner. Hver takstzone har et nummer med zoner i nummerområdet 1-99 i Hovedstadsområdet, 101-199 på Vestsjælland og 201-299 på Sydsjælland, Lolland og Falster. Der er som udgangspunkt fri omstigning mellem busser, tog og metro i de takstzoner, som billetter og kort gælder til og i den tid, de er gyldige. Der betales for minimum to takstzoner. For børn der skal have billet betales halv pris. En betalende voksen kan dog tage to børn under 12 år med gratis, og et betalende barn under 16 år kan tage et barn under 12 år med gratis. Handicappede kan også rejse til halv pris. Passagerer uden gyldig billet eller kort vil få udstedt en kontrolafgift.
Billetter til to takstzoner gælder i den hvor man starter og alle de omkringliggende. Billetter til tre takstzoner gælder i en til ring af takstzoner udenom og så fremdeles op til otte takstzoner. Det er den takstzone, der ligger længst væk fra turens start, der afgør hvor mange, der skal betales for. Det kan godt give anledning til forskellige priser ud og hjem, alt efter takstzonernes opbygning, og hvad vej man rejser. Billetter til ni takstzoner og derover gælder mellem start- og slutzonen. Her fastsættes prisen efter den naturlige rejsevej, med mindre der angives et via-punkt. Ved kørsel på rejsekort beregnes prisen efter den direkte vej mellem start- og slutzonen. Er der brugt ekstra lang tid undervejs, kommer der dog et tidstillæg oveni. Ved kørsel med metro med rejsekort betales et tillæg. Ved kørsel udenfor myldretiderne er der til gengæld 20 % på al kørsel med rejsekortet, også på tillægget.
Rejses der mere end fire gange frem og tilbage om ugen på samme strækning om måneden, anbefales det at købe et pendlerkort, der gælder til ubegrænset kørsel i 30-60 dage. Pendlerkort til korte strækninger sælges til to til otte sammenhængende takstzoner. Pendlerkort til ni takstzoner og opefter gælder til de naturlige rejseveje mellem to punkter. Hvis pendlerkort skal benyttes i metroen, betales et tillæg. Som en variant findes desuden rejsekort pendler kombi, der både fungerer som pendlerkort til valgte område og som rejsekort i resten af landet. Pensionistkort til tre måneder sælges til tre takstzoner eller til en, to eller alle storzoner. Storzoner er enten Hovedstadsområdet, Vestsjælland, Midtsjælland eller Sydsjælland, Lolland og Falster. Pensionistkort gælder dog ikke i morgenmyldretiden. Unge i alderen 16-19 år og studerende på ungdoms- og videregående uddannelser kan købe ungdomskort, der gælder i 30-120 dage i et givent område. Til vuggestuer og børnehaver sælges institutionskort til brug for grupperejser, og til skoler og skolefritidsordninger mv. sælges der skoleklassekort. Dansk Blindesamfund sælger årskort til sine medlemmer, der gælder til enten Hovedstadsområdet, Vestsjælland eller Sydsjælland, Lolland og Falster.
Af særlige billetter kan nævnes City Pass, der sælges til en til fem døgn gældende til enten takstzone 1-4 i København eller hele Hovedstadsområdet. City Pass sælges desuden til et døgn til enten Vestsjælland, Sydsjælland med Lolland og Falster eller hele Movias område. Til Hovedstadsområdet sælges desuden Copenhagen Card, der gælder i et til fem døgn og giver gratis adgang til en række seværdigheder. Passagerer der medbringer større hunde skal betale for børnebilletter til dem. Mindre hunde og andre dyr i tasker samt fører- og servicehunde medtages gratis. Det er gratis at tage cykler med i busser, havnebusser, S-tog og Lokaltog, mens der kræves cykelbilletter til metro, regionaltog og fjerntog. I København er det dog ikke muligt at have cykel med i myldretiderne, ligesom det heller ikke er muligt på linjer, der betjenes af minibusser. Kørestole, rollatorer, barnevogne og klapvogne kan medbringes gratis. Det skal dog bemærkes, at der er begrænset plads til dem og cykler i busserne.

## Organisation
Movias øverste ledelse er et repræsentantskab, hvor der sidder et medlem fra hver af de 45 kommunalbestyrelser i selskabets område. Repræsentantskabet godkender forslag fra bestyrelsen om vedtægtsændringer og den forholdsmæssige fordeling af regionerne og kommunernes tilskud til Movia. Bestyrelsen består af ni medlemmer, hvoraf Region Hovedstaden og Region Sjælland udpeger et hvert. Desuden har Københavns Kommune, der giver det største tilskud, en plads i bestyrelsen. De øvrige 44 kommuner vælger de seks sidste medlemmer gennem repræsentantskabet. Bestyrelsen har det overordnede ansvar for Movia og skal blandt andet sikre, at driften er økonomisk forsvarlig.
Den daglige drift varetages af en direktion ledet af en administrerende direktør. Der er tre forretningsenheder med hver sit ansvarsområde. Trafik og Planlægning beskæftiger sig blandt andet med planlægning, køreplaner, rådgivning, kontrakter og flextrafik. Ressourcer og Drift beskæftiger sig blandt andet med økonomi, IT, personale og drift. Kommerciel og Kunder beskæftiger sig blandt andet med markedsføring, trafikinformation og kundebetjening. Desuden fungerer det som sekretariat for ledelsen.

### Bestyrelsesformænd
- Finn Aaberg (2007-2014)[26]
- Thomas Gyldal Petersen (2014-2018)[248][249]
- Kirsten Jensen (2018-)[1][248]

### Administrerende direktører
- Johannes Sloth (2007-2009)[250]
- Dorthe Nøhr Pedersen (2009-)[2][250]

## Galleri
- A-bus med røde hjørner og almindelig gul bus på linje 201A og 358 på Roskilde Station.
- R-nettets busser skal fra 2018 have blå hjørner ligesom det kendes fra S-busserne.
- Almindelig gul bus ved et almindeligt busstoppested på linje 245, før linjen blev opgraderet til R-bus ved Borup Station.
- Busstoppested ved Vestsjællands Centret i Slagelse.
- Flere kommuner er ved at indføre el-bus drift, her linje 204 i Roskilde med nye elektriske busser.
- Højgulvsbusser fra Vestsjællands Trafikselskab kan fortsat findes rundt på Sjælland. Disse busser bliver fortid ved de kommende udbud af linjerne.
- Movias Cityline produkt er efterkommeren til den gamle linje 5 og 5A.
- Lokal bybus i Korsør på linje 908.
- Lokaltog er underlagt Movia og kører på privatbanerne rundt om på Sjælland og Lolland.
- By-servicebussen i Skælskør på bybuslinje 909 på Skælskør Rutebilstation
- Nogle steder hvor kommunerne ikke har ønsket at nedlægge busdriften er der indsat minibusser som denne Mercedes Sprinter på Farum Station.
- Indtil 2009 kørte linje 249 til Sporvejsmuseet Skjoldenæsholm. Siden 2011 driver museet sin egen linje til særtakst.
- Natbus på den daværende linje 85N på Trianglen.
- Tidligere design for Storstrøms Trafikselskab (STS) på Næstved Station kort inden afgang.
- Bus på Slagelse Station afventer afgang til Kalundborg på den daværende rute 28.